# Cuverville Island
Cuverville Island (französisch Île de Cavelier de Cuverville) ist eine felsige Insel vor der Danco-Küste des Grahamlands im Norden der Antarktischen Halbinsel. Sie liegt im Errera-Kanal 1,9 km westlich der Arctowski-Halbinsel und 0,5 km östlich des Nordteils der Rongé-Insel.
Teilnehmer der  Belgica-Expedition (1897–1899) unter der Leitung des belgischen Polarforschers Adrien de Gerlache de Gomery entdeckten sie. Gerlache benannte sie nach und dem französischen Admiral und Politiker Jules de Cuverville (1834–1912), vormaliger Vorgesetzter des Geophysikers Georges Lecointe (1869–1929), der an dieser Forschungsreise beteiligt war.
Cuverville Island ist unbewohnt. Im antarktischen Sommer ist sie häufig der Brutplatz einer großen Kolonie von Eselspinguinen und wird von Kreuzfahrtschiffen besucht.